# 中島道男
中島 道男（なかじま みちお、1954年3月6日 - ）は、日本の社会学者、奈良女子大学教授。

## 来歴
島根県生まれ。1977年京都大学文学部哲学科社会学卒業、81年同大学院文学研究科博士課程中退、奈良女子大学文学部助手、83年講師、88年助教授、99年教授。

## 著書
- 『デュルケムの<制度>理論』恒星社厚生閣 1997
- 『エミール・デュルケム 社会の道徳的再建と社会学』東信堂 2001 シリーズ世界の社会学・日本の社会学
- 『バウマン社会理論の射程 ポストモダニティと倫理』青弓社 2009。ISBN 9784787233028
- 『ハンナ・アレント 共通世界と他者』東信堂 2015
- 『清水幾太郎の闘い』東信堂 2023。ISBN 9784798918730

### 翻訳
- ジグムント・バウマン『廃棄された生 モダニティとその追放者』昭和堂 2007

## 参考
- 「バウマン社会理論の射程」著者紹介
- 『現代日本人名録』2002年

| スタブアイコン | サブスタブ | この項目は、まだ閲覧者の調べものの参照としては役立たない、人物に関連した書きかけの項目です。この項目を加筆・訂正などしてくださる協力者を求めています（P:人物伝/PJ:人物伝）。 |